# Olympische Jugend-Winterspiele 2016/Teilnehmer (Litauen)
| Gelbes Symbol für Goldmedaillen mit stilisierten Olympischen Ringen | Graues Symbol für Silbermedaillen mit stilisierten Olympischen Ringen | Braundes Symbol für Bronzemedaillen mit stilisierten Olympischen Ringen |
| ------------------------------------------------------------------- | --------------------------------------------------------------------- | ----------------------------------------------------------------------- |
| —                                                                   | —                                                                     | —                                                                       |

Litauen nahm an den Olympischen Jugend-Winterspielen 2016 in Lillehammer mit zehn Athleten in sechs Sportarten teil.

## Sportarten

### Biathlon
| Athleten              | Wettbewerb        | Zeit (Schießfehler) | Rang   |
| Jungen                | Jungen            | Jungen              | Jungen |
| --------------------- | ----------------- | ------------------- | ------ |
| Linas Banys           | 7,5 km Sprint     | 20:20,9 min (1)     | 13     |
| Linas Banys           | 10 km Verfolgung  | 33:43,2 min (7)     | 31     |
| Mädchen               |                   |                     |        |
| Nadežda Derendiajeva  | 6 km Sprint       | 22:52,6 min (4)     | 47     |
| Nadežda Derendiajeva  | 7,5 km Verfolgung | 39:05,6 min (15)    | 47     |
| Vitalija Kutkauskaitė | 6 km Sprint       | 22:03,1 min (1)     | 44     |
| Vitalija Kutkauskaitė | 7,5 km Verfolgung | 31:27,7 min (1)     | 38     |

### Eishockey
| Athleten     | Wettbewerb       | Qualifikation | Qualifikation | Finale | Finale |
| Athleten     | Wettbewerb       | Punkte        | Rang          | Punkte | Rang   |
| Jungen       | Jungen           | Jungen        | Jungen        | Jungen | Jungen |
| ------------ | ---------------- | ------------- | ------------- | ------ | ------ |
| Dino Mukovoz | Skills-Challenge | 10            | 8             | 10     | 6      |

### Eiskunstlauf
| Athleten                             | Wettbewerb | Kurzer Tanz | Kurzer Tanz | Freier Tanz | Freier Tanz | Gesamt | Gesamt |
| Athleten                             | Wettbewerb | Punkte      | Rang        | Punkte      | Rang        | Punkte | Rang   |
| Paar                                 | Paar       | Paar        | Paar        | Paar        | Paar        | Paar   | Paar   |
| ------------------------------------ | ---------- | ----------- | ----------- | ----------- | ----------- | ------ | ------ |
| Guostė Damulevičiūtė Deividas Kizala | Eistanz    | 44,58       | 7           | 60,94       | 8           | 105,52 | 9      |

### Ski Alpin
| Athleten          | Wettbewerb   | Durchgang 1 | Durchgang 1 | Durchgang 2        | Durchgang 2        | Gesamt             | Gesamt             |        |        |
| Athleten          | Wettbewerb   | Zeit        | Rang        | Zeit               | Rang               | Zeit               | Rang               |        |        |
| Jungen            | Jungen       | Jungen      | Jungen      | Jungen             | Jungen             | Jungen             | Jungen             | Jungen | Jungen |
| ----------------- | ------------ | ----------- | ----------- | ------------------ | ------------------ | ------------------ | ------------------ | ------ | ------ |
| Andrej Drukarov   | Super-G      |             |             |                    |                    | 1:15,10 min        | 35                 |        |        |
| Andrej Drukarov   | Riesenslalom | 1:24,13 min | 32          | 1:23,53 min        | 27                 | 2:47,66 min        | 27                 |        |        |
| Andrej Drukarov   | Slalom       | DNF         | DNF         | nicht qualifiziert | nicht qualifiziert | nicht qualifiziert | nicht qualifiziert |        |        |
| Andrej Drukarov   | Kombination  | DNF         | DNF         | nicht qualifiziert | nicht qualifiziert | nicht qualifiziert | nicht qualifiziert |        |        |
| Mädchen           |              |             |             |                    |                    |                    |                    |        |        |
| Eglė Augustaitytė | Riesenslalom | 1:31,38 s   | 33          | 1:28,05 min        | 30                 | 2:59,43 min        | 30                 |        |        |
| Eglė Augustaitytė | Slalom       | DNF         | DNF         | nicht qualifiziert | nicht qualifiziert | nicht qualifiziert | nicht qualifiziert |        |        |

### Skilanglauf
| Athleten      | Wettbewerb       | Qualifikation | Qualifikation | Viertelfinale      | Viertelfinale      | Halbfinale         | Halbfinale         | Finale             | Finale             |
| Athleten      | Wettbewerb       | Zeit          | Rang          | Zeit               | Rang               | Zeit               | Rang               | Zeit               | Rang               |
| Jungen        | Jungen           | Jungen        | Jungen        | Jungen             | Jungen             | Jungen             | Jungen             | Jungen             | Jungen             |
| ------------- | ---------------- | ------------- | ------------- | ------------------ | ------------------ | ------------------ | ------------------ | ------------------ | ------------------ |
| Rokas Vaitkus | Cross            | 3:16,71 min   | 21            |                    |                    | 3:20,93 min        | 10                 | nicht qualifiziert | nicht qualifiziert |
| Rokas Vaitkus | Sprint klassisch | 3:14,99 min   | 31            | nicht qualifiziert | nicht qualifiziert | nicht qualifiziert | nicht qualifiziert | nicht qualifiziert | nicht qualifiziert |
| Rokas Vaitkus | 10 km Freistil   |               |               |                    |                    |                    |                    | 26:37,4 min        | 32                 |

### Snowboard
| Athleten       | Wettbewerb     | Qualifikation | Qualifikation | Vorlauf | Vorlauf | Halbfinale         | Finale             |
| Athleten       | Wettbewerb     | Zeit          | Rang          | Punkte  | Rang    | Position           | Position           |
| Jungen         | Jungen         | Jungen        | Jungen        | Jungen  | Jungen  | Jungen             | Jungen             |
| -------------- | -------------- | ------------- | ------------- | ------- | ------- | ------------------ | ------------------ |
| Aras Arlauskas | Snowboardcross | 52,11 s       | 16            | 8       | 14      | nicht qualifiziert | nicht qualifiziert |